# Hippolyte Boulenger

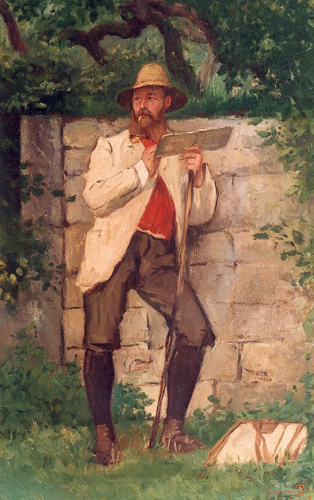
Porträt von Boulenger, gemalt von Guillaume Vogels

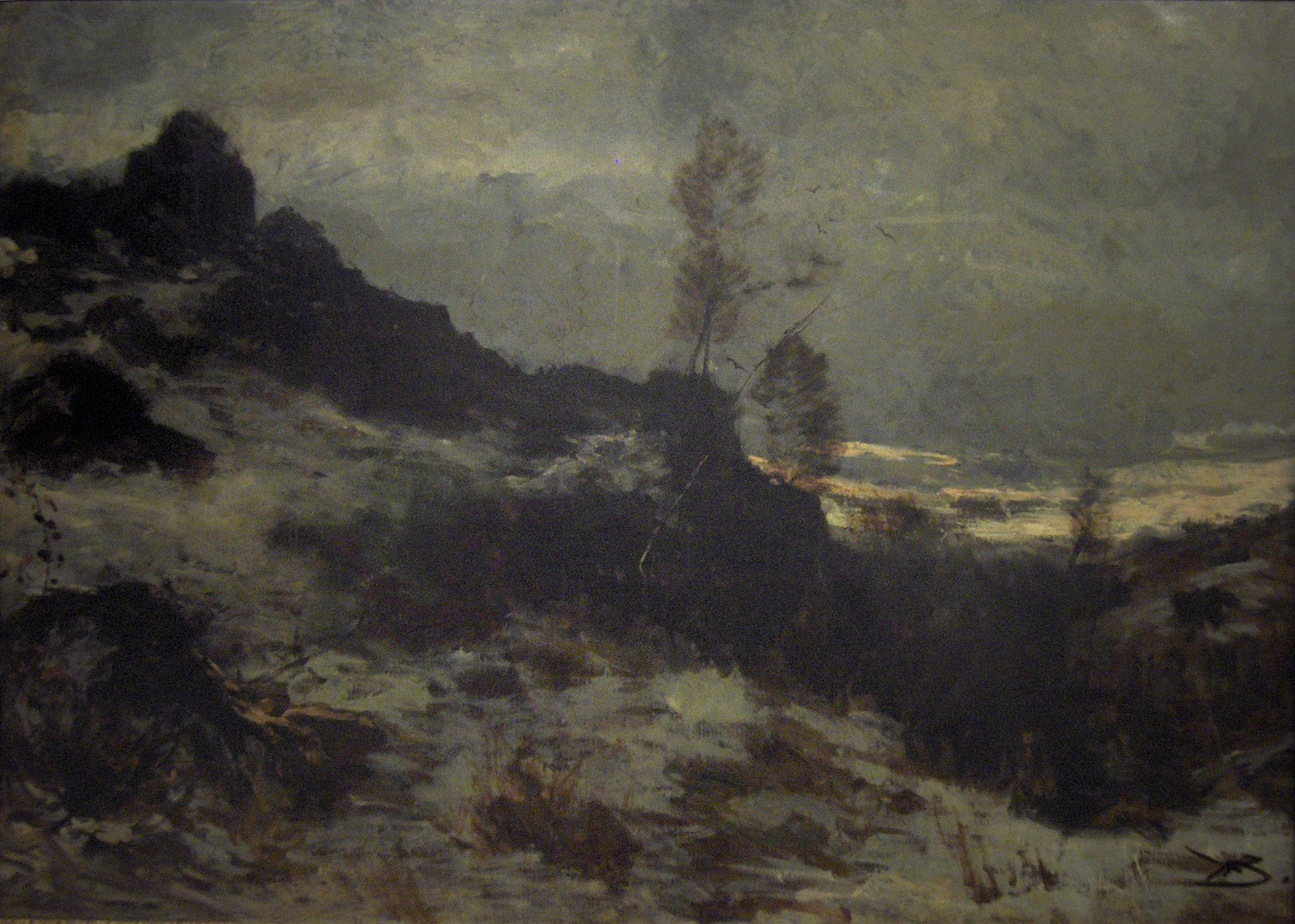
Abenddämmerung im Winter (1871), Königliche Museen der Schönen Künste, Brüssel

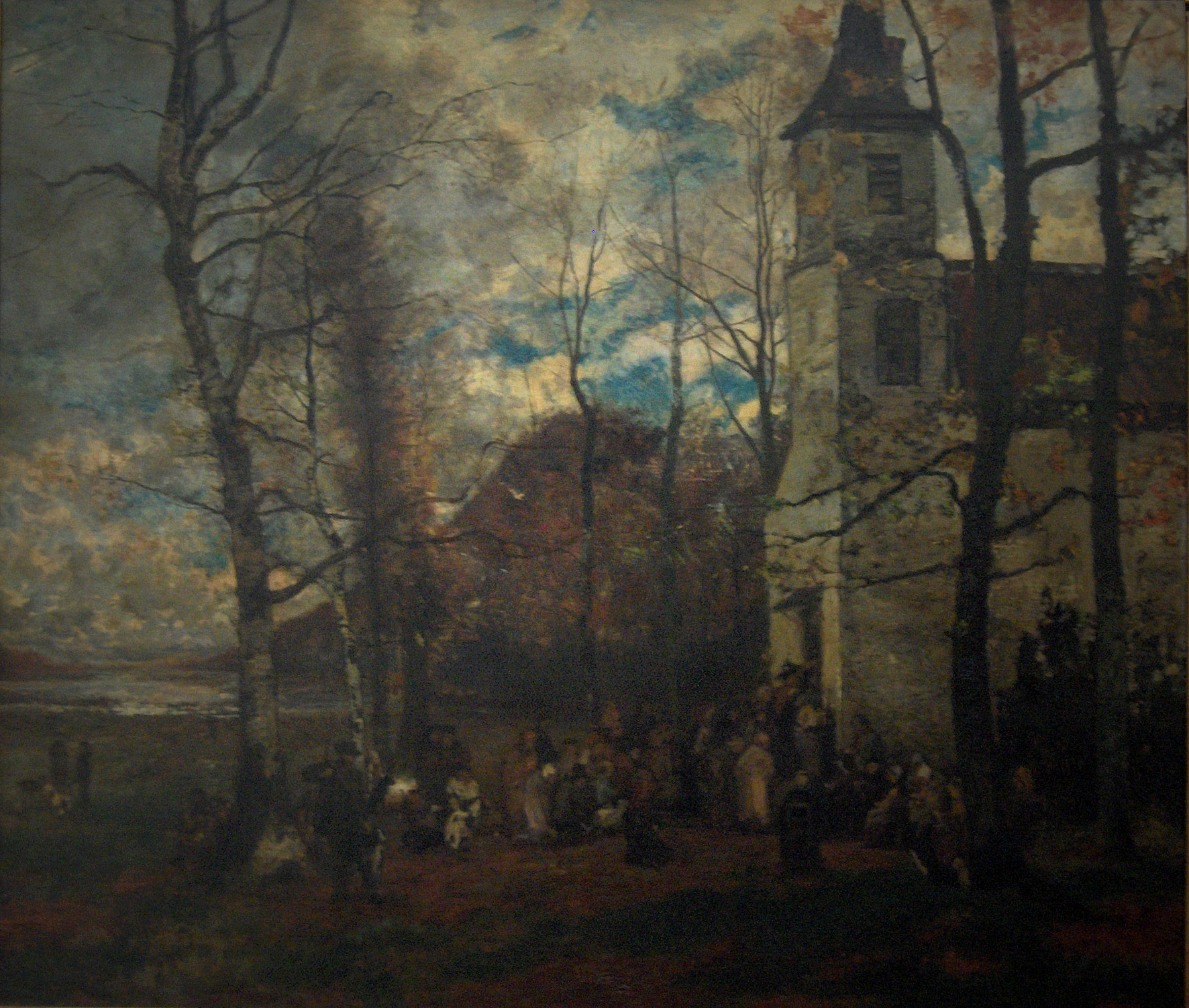
Messe zu Sankt Hubert (1871), Königliche Museen der Schönen Künste, Brüssel

Hippolyte Boulenger (* 3. Dezember 1837 in Tournai; † 4. Juli 1874 in Brüssel) war ein belgischer Landschaftsmaler. Er gründete die Künstlerkolonie der École de Tervueren.

## Leben
Er kam als Kind französischsprachiger Eltern in Tournai zur Welt. Boulenger kam aus schwierigen Verhältnissen. Die Kindheit verbrachte er in Tournai. Seine Familie zog mit ihm nach Paris, wo er von 1850 bis 1853 blieb. Dort erhielt er seinen ersten Zeichenunterricht. 1853 kam er nach Brüssel. Dort arbeitete er in der Werkstatt von Hubert Colleye als Dekorateur. Zu dieser Zeit nahm er auch Abendkurse an der Académie Royale des Beaux-Arts de Bruxuelles bei Joseph Quinaux.
In Tervuren traf er 1863 erstmals Camille Van Camp, der ihn entdeckte und sein Förderer und Mentor wurde. Im selben Jahr stellte er im Brüsseler Salon aus. 1866 wurde er gemeinsam mit Jules Raeymaekers Mitglied im Brüsseler Salon. 1868 heiratete er und zog nach Zaventem, kehrte aber 1870 nach Tervuren zurück. Es sollten seine besten und fruchtbarsten Jahre folgen.
Einem seiner Vorschläge folgend entstand die Société Libre des Beaux-Arts, eine Vereinigung freier Künstler in Belgien. Ihr gehörten als ordentliche Mitglieder Alfred Verwee, Félicien Rops, und Constantin Meunier an. Ehrenmitglieder wurden Jean-Baptiste Camille Corot und Jean-François Millet.
Er starb 1874 in einem Brüsseler Hotel. Er litt seit 1869 unter Epilepsie, die gemeinsam mit seiner Alkoholmissbrauch zu seinem frühen Tod führte.

## Werk
Seine ersten Bilder sind von dunklem Kolorit geprägt wie es auch für die erste Generation seiner Schule, die dem Realismus nahestand, üblich war. Später entwickelten sie sich in Richtung Impressionismus und am Ende seiner Laufbahn nahm er Teile des Expressionismus, eigentlich einer Strömung des 20. Jahrhunderts, vorweg. Die expressionistische Malerei soll er ausgerechnet im Brüsseler Salon als modern erkannt haben, einen herausragenden Verfechter der akademischen Malerei, die er sonst ablehnte.
Eine Zeit lang war Jean-François Millet sein liebstes Vorbild. Er näherte sich jedoch nach und nach Corot an, weshalb er auch Corot von Belgien genannt wird. Als beste Zeit seines Schaffens gilt die Zeit ab 1870.
Werke von ihm befinden sich in den Museen von Antwerpen, Brüssel, Ixelles, Mons, im Musée Charlier in Saint-Josse-ten-Noode/Sint-Joost-ten-Node, Saint-Nicolas, Tervuren, Tournai und Verviers.

### Schule von Tervuren
Boulenger gründete unter dem starken Einfluss der Pariser Schule von Barbizon die Schule von Tervuren. In dieser Künstlerkolonie versammelten sich um ihn und Camille van Camp in der Nähe von Brüssel mehrere bekannte Maler dieser Zeit, wobei Boulenger aber aufgrund seiner Plenairbilder einer der erfolgreichsten blieb. Ihr Treffpunkt befand sich in einer Herberge am Marktplatz von Tervuren. Sie stellten sich gegen die akademische Malerei ihrer Zeit. Schule von Tervuren war ihre Eigenbezeichnung.

## Auszeichnungen
- 1869 und 1872 erhielt er die Goldene Medaille des Brüsseler Salons.
- Die Rue Hippolyte Boulenger in Tournai wurde ihm zu Ehren benannt.
- Die Avenue Hippolyte Boulenger in Uccle/Ukkel wurde ihm zu Ehren benannt.